# Argyropeza izekiana
Argyropeza izekiana là một loài ốc biển, là động vật thân mềm chân bụng sống ở biển thuộc họ Procerithiidae.